# متحف ماتورانجو
متحف ماتورانجو هو متحفٌ يقعُ في ريدجكريست، كاليفورنيا. يشتهر المتحف بالجولات المصحوبة بمرشدين في منطقة كوزو روك للفنون (بالإنجليزية: Coso Rock Art District)‏ الواقعة في المحطة المُسمَّاة حرفيًا أو حسبَ الترجمة الحرفيّة بحيرة الصين للأسلحة البحريّة (بالإنجليزية: China Lake Naval Weapons Station)‏. يقدم المتحف المعروضات والعروض التي تعرضُ التاريخ الطبيعي والثقافي والتنوع في صحراء موهافي الشمالية مع معارض للحيوانات والنباتات والصخور والمعادن والتحف الأمريكية الأصلية والفنون والحرف المعاصرة.

## التأسيس
تأسَّس هذا المتحف الصغير في عام 1962 وصُمّمَ في الأصل لتسليط الضوء على تاريخ ريدجكريست والبحيرة التي تُعرَف باسمِ بحيرة الصين القريبة. سُميّ هذا المتحف على اسمِ أعلى قمة قريبة من سلسلة جبال أرجوس (بالإنجليزية: Argus Range)‏.
بلدة ريدجكريست، حيث يقع المتحف، محاطة بأربع سلاسل جبلية : سييرا نيفادا في الغرب، وكوسوس في الشمال، وسلسلة أرجوس في الشرق، وجبال إل باسو في الجنوب. يبعد حوالي 80 ميلاً عن منطقة لانكستر / بالمديل وحوالي 115 ميل (185 كـم) من كل من بيكرسفيلد وسان برناردينو، أقرب ثلاثة مراكز حضرية رئيسية. تشغلُ ديبي بنسون منذ عام 2014 منصبَ مديرة المتحف.

## روابط خارجية
- الصفحة الرئيسية لمتحف ماتورانجو
- متحف ماتورانجو (DesertUSA)
- الجمعية التاريخية لصحراء موهافي العليا
- مهرجان ريدجكريست ديزرت وايلد فلاور